# جون جي. رولاند
جون جي. رولاند (بالإنجليزية: John G. Rowland)‏ هو سياسي أمريكي، ولد في 24 مايو 1957 في واتربوري في الولايات المتحدة. حزبياً، نشط في الحزب الجمهوري. وقد انتخب عضو مجلس نواب كونيتيكت (1981 – 1985) وانتخب حاكم كونيتيكت ‏ (4 يناير 1995 – 1 يوليو 2004) وانتخب عضو مجلس النواب الأمريكي (3 يناير 1985 – 3 يناير 1991).